# Гайерсвальде

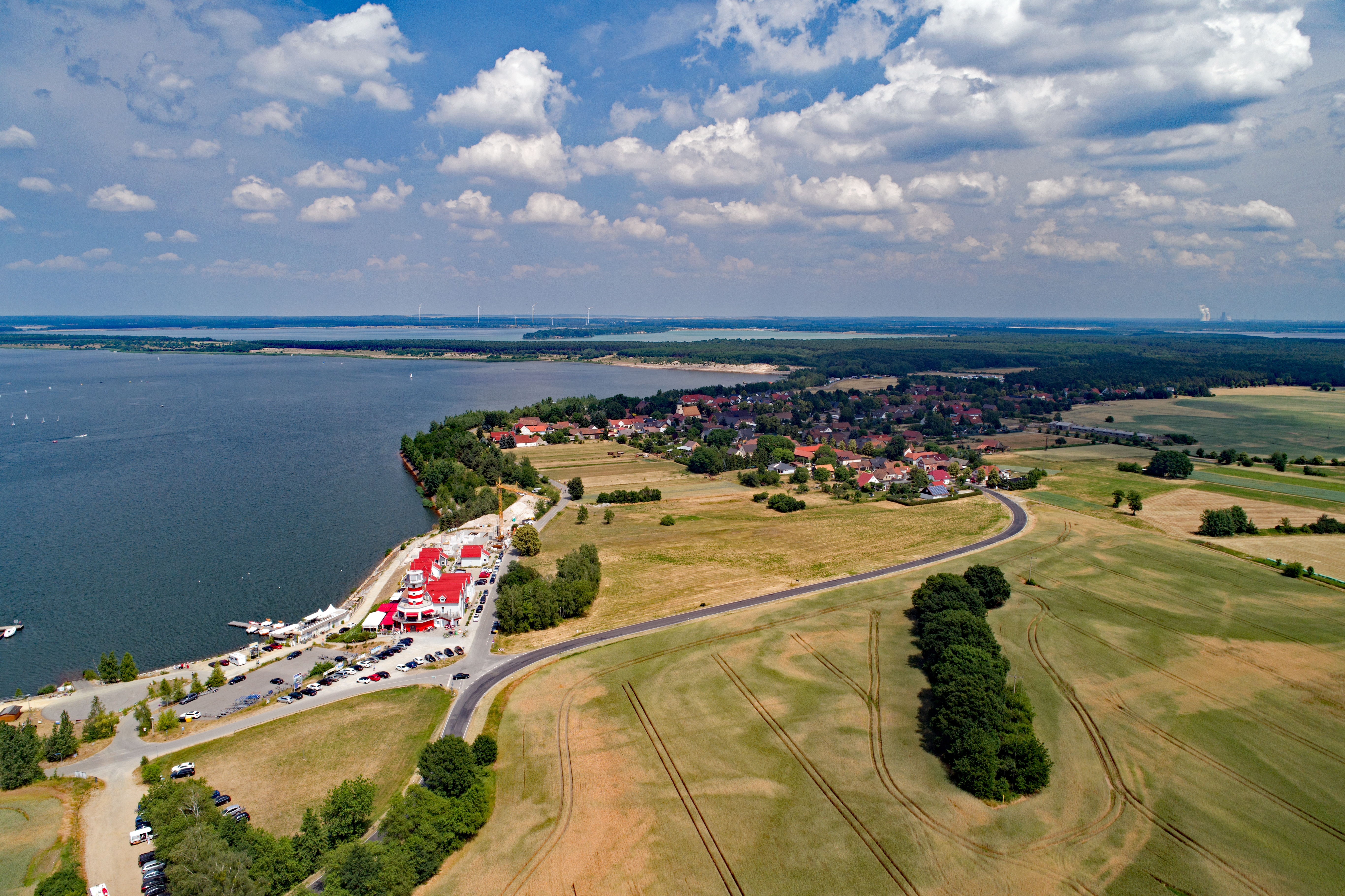

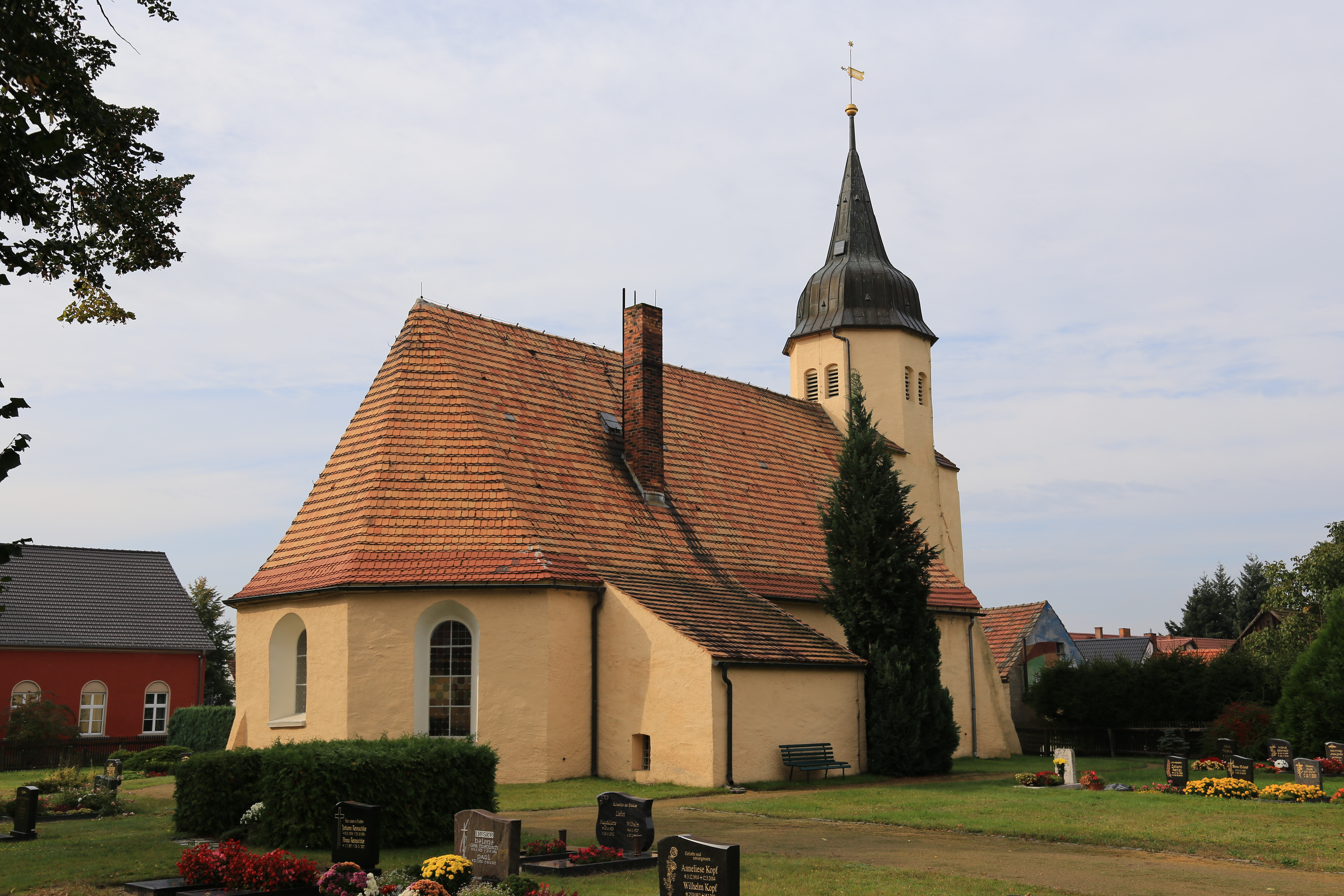
Лютеранский храм

Гайерсвальде или Ле́йно (нем. Geierswalde; в.-луж. Lejnoо файле) — деревня в Верхней Лужице, Германия. Входит в состав коммуны Эльстерхайде района Баутцен в земле Саксония. Подчиняется административному округу Дрезден.

## География
Находится в районе Лужицких озёр на самом севере Верхней Лужицы на южном берегу озера Гайерсвальдер-Зе (Лейнянское озеро), северный берег которого является природной границей с исторической областью Нижняя Лужица федеральной земли Бранденбург. Располагается примерно в двенадцати километрах на юго-восток от города Зенфтенберг и примерно в двенадцати километрах на северо-запад от города Хойерсверда.
Соседние населённые пункты: на юге — деревня Птачецы и
на западе — нижнелужицкая деревня Кошинка (входит в городские границы Зенфтенберга).

## История
Впервые упоминается в 1401 году под наименованием Gysirswalde.
До 1961 года была центром одноимённой коммуны. С 1961 по 1995 год входила в коммуну Скадо. С 1995 года входит в современную коммуну Эльстерхайде.
В настоящее время деревня входит в состав культурно-территориальной автономии «Лужицкая поселенческая область», на территории которой действуют законодательные акты земель Саксонии и Бранденбурга, содействующие сохранению лужицких языков и культуры лужичан.
Исторические немецкие наименования.
- Gysirswalde, 1401
- Gayerswalde, 1568
- Geyerswalde, 1588
- Geyerswaldaw, 1635
- Geyerschwalda, 1658
- Geyerswalda, 1768
- Geyerswalde, 1791

## Население
Официальным языком в населённом пункте, помимо немецкого, является также верхнелужицкий язык.
Согласно статистическому сочинению «Dodawki k statisticy a etnografiji łužickich Serbow» Арношта Муки в 1884 году в деревне проживало 395 человек (из них — 388 серболужичан (98 %)).
Лужицкий демограф Арношт Черник в своём сочинении «Die Entwicklung der sorbischen Bevölkerung» указывает, что в 1956 году при общей численности в 377 человек серболужицкое население деревни составляло 49,3 % (из них верхнелужицким языком владело 170 взрослых и 55 несовершеннолетних).
| 1825 | 1871 | 1885 | 1905 | 1925 | 1939 | 1946 | 1950 | 1964 | 1990 |
| ---- | ---- | ---- | ---- | ---- | ---- | ---- | ---- | ---- | ---- |
| 272  | 407  | 391  | 424  | 507  | 423  | 436  | 460  | 459  | 260  |

## Известные жители и уроженцы
- Саломон Френкель Френцель (1828—1895) — лютеранский священнослужитель, лужицкий писатель и хронист. Служил настоятелем в местном лютеранском приходе с 1729 по 1752 года.